# 항공기술훈련원
항공기술훈련원(航空技術訓練院, Civil Aviation Training Center)은 한국 정부, ICAO, UNDP 간 협정에 의해 설립된 대한민국 국토해양부 산하 한국공항공사 소속기관이다. 대한민국 유일의 민항공 전문 교육기관으로 39명이 근무 중이며 교수진은 항행안전 5명, 항공교통관제 3명, 항공등화 2명, 행정 및 정보 3명으로 구성되어 있다. 충청북도 청주시 상당구 문의면 남계길 22-55에 위치하고 있다.

## 연혁
- 1984년 6월 항공기술훈련원 설립
- 1987년 4월 항공기술훈련원 신축 이전(김포공항 → 충청북도 청원군 [현 충청북도 청주시 상당구 문의면])
- 1994년 5월 항공교통관제교육 시행
- 1999년 9월 항공종사자 전문교육기관 지정(건설교통부) → 항공교통관제사 양성기관
- 2001년 1월 개발도상국 항행안전교육훈련과정 개설
- 2009년 4월 국제교육동 신축

## 조직

### 항공기술훈련원장
- 교육지원팀
- 교육기획팀
- 글로벌교육팀

## 같이 보기
- 한국항공교통관제사협회
- 한국항공진흥협회